# Hiúz csillagkép

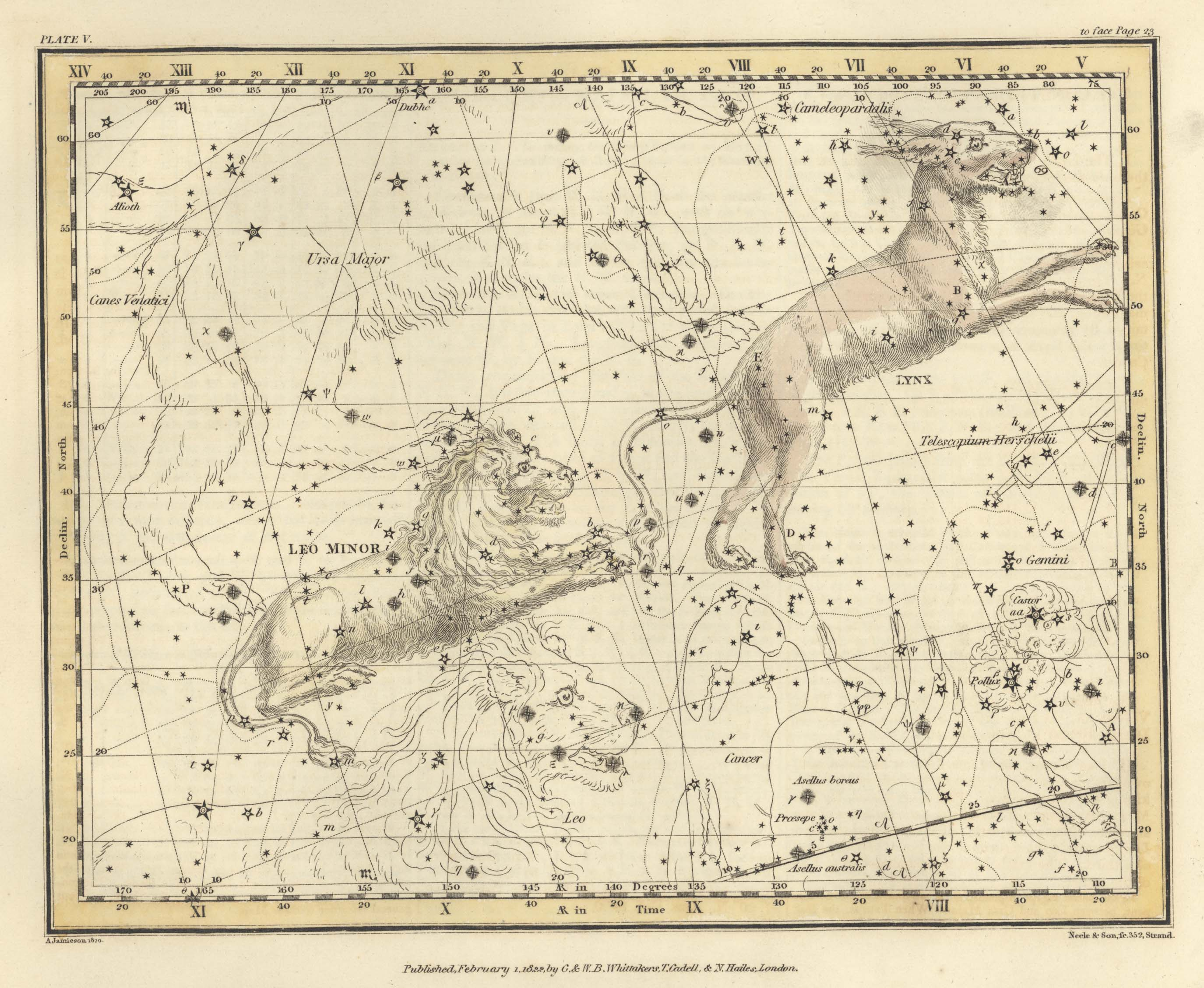
A Hiúz csillagkép

A Hiúz csillagkép

A Hiúz (latin: Lynx) egy csillagkép.

## Története, mitológia
A terület Johannes Heveliustól kapta mai nevét 1687-ben: ezen a csillagban szegény, a Nagy Medvétől, az Ikrektől és a Szekerestől körülhatárolt területen olyan nehéz bármit is észrevenni, hogy egy hiúz éles szeme szükséges. Hevelius híres volt éles szeméről. Ő volt az utolsó nagy csillagász, aki szabad szemmel vizsgálódott.
A konstellációnak nem voltak zárt határai. Így amikor a Nemzetközi Csillagászati Unió 1930-ban konferenciát hívott össze, néhány csillag a meghúzott határ másik oldalára került. A 10 Uma a Lynx-be, a 41 Lyn pedig az Ursa Maiorba került.

## Csillagok
- α Lyncis: 3,14m, K7 osztály, a Földtől 220 fényévre lévő vörös óriás.
- 5 Lyncis: 680 fényévre távolságra lévő, 5,2 magnitúdós, narancssárga színű óriás, a nyolcadrendű kísérője kis nyílású-, a tizedrendű kísérője viszont már csak nagy nyílású távcsővel látható.
- 12 Lyncis: kis távcsövön nézve egy 4,9 és egy 7,3m-s komponensből álló kettőscsillag, de nagyobb, legalább 75 milliméteres távcsővel már látható, hogy a fényesebb csillag egy ötöd- és egy hatodrendű csillagból álló szoros kettős.
- 19 lyncis: Kisebb távcsővel, körülbelül 470 fényévre egy hatod- és egy hetedrendű kettős látható, ettől távolabb egy 7,6m-s csillag is észlelhető.
- 31 Lyncis vagy κ Lyncis: az arab neve Alsciaukat (tüske, tövis, csipkebokor), a csillagkép többi csillaga nincs megnevezve.
- 38 Lyncis: szoros kettőscsillag, a felbontásához legalább 75 mm-es távcső szükséges.

## Mélyég-objektumok
- NGC 2683 - galaxis
- NGC 2419 gömbhalmaz

## Fordítás
- Ez a szócikk részben vagy egészben  a    Lynx (constellation) című angol Wikipédia-szócikk fordításán alapul.  Az eredeti cikk szerkesztőit annak laptörténete sorolja fel. Ez a jelzés csupán a megfogalmazás eredetét és a szerzői jogokat jelzi, nem szolgál a cikkben szereplő információk forrásmegjelöléseként.